# Cekismo

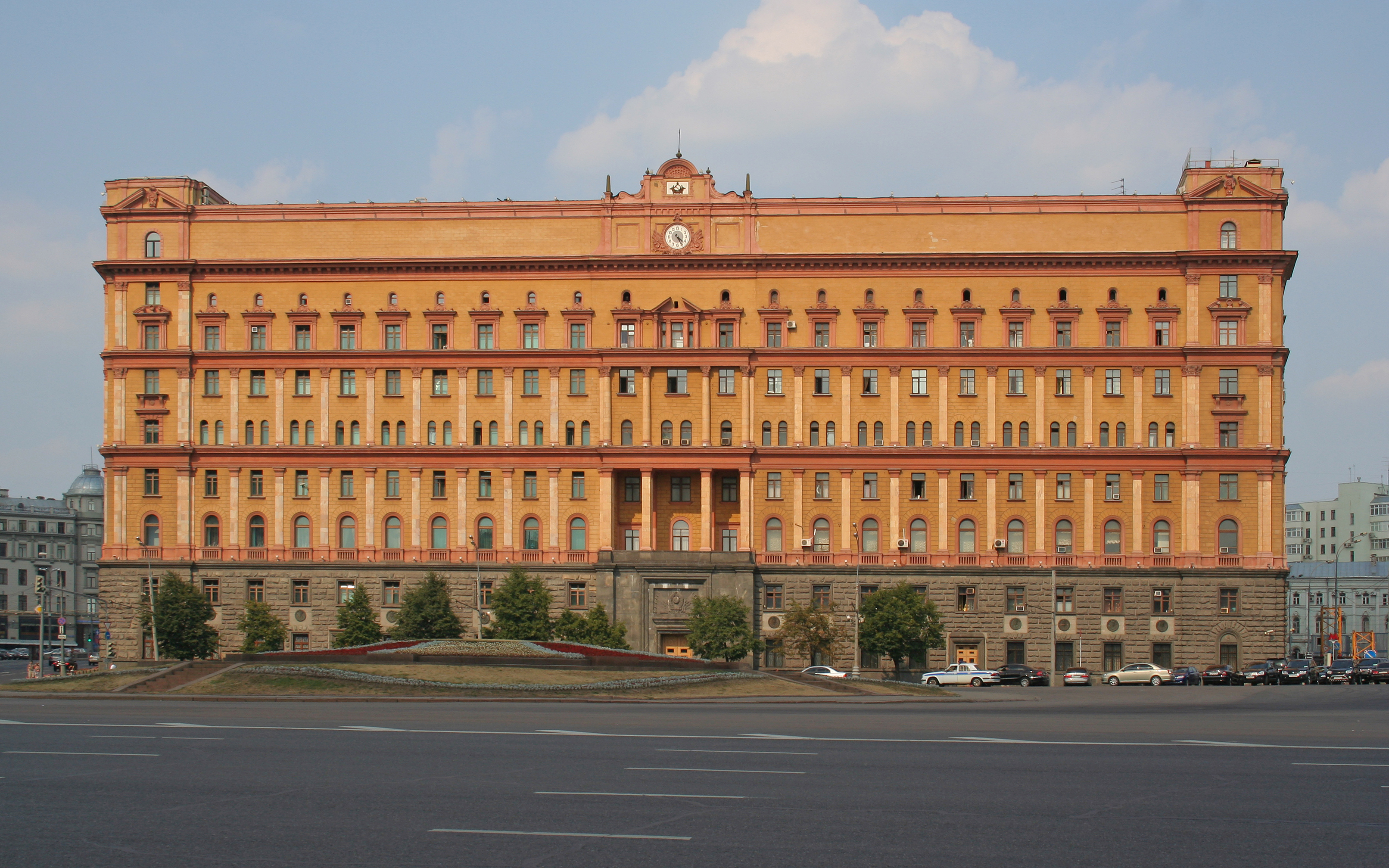
L'edificio Lubyanka a Mosca è la base delle agenzie di intelligence sovietiche e russe sin dal 1917. La sua notorietà ha portato all'utilizzo del termine Lubyanka come metonimia per indicare una polizia segreta.

Il termine cekismo (in russo Чекизм?; da Čeka, la prima organizzazione di polizia segreta sovietica) è utilizzato per descrivere la situazione sociale nell'URSS, dove la polizia segreta controllava fortemente tutti gli aspetti della vita dei cittadini. È anche utilizzato dai detrattori delle odierne autorità del Cremlino per riferirsi al potere delle forze dell'ordine nella Russia contemporanea.

## Nell'Unione Sovietica
La giornalista investigativa Yevgenia Albats riporta che la maggior parte dei leader del KGB, inclusi Lavrentij Beria, Yuri Andropov e Vladimir Kryuchkov, ha sempre lottato per il potere con il Partito Comunista e ha manipolato gli apparenti leader comunisti.
Commentando il regime sovietico dei primi anni '80, Yegor Gaidar scriveva:
Secondo i dati forniti da Gaidar,

## Nella Russia contemporanea
Secondo l'ex membro della Duma russa Konstantin Borovoi
Olga Kryshtanovskaya, direttrice del Centro per lo studio delle élite con sede a Mosca, ha scoperto che fino al 78% di 1.016 personalità politiche di spicco in Russia hanno prestato servizio in precedenza in organizzazioni affiliate al KGB o all'FSB. Ha detto:
Alcuni osservatori notano che l'attuale organizzazione russa per la sicurezza dello stato FSB è ancora più potente del KGB, perché, a differenza di quanto accaduto in passato, non opera sotto il controllo del Partito Comunista come il KGB. Inoltre, la dirigenza dell'FSB e i suoi partner possiedono le più importanti risorse economiche del paese e controllano il governo russo e la Duma di Stato. Tuttavia, il numero del personale dell'FSB è un segreto di stato in Russia, e il personale delle forze missilistiche strategiche russe non è ufficialmente subordinato all'FSB, sebbene l'FSB potrebbe essere interessato a monitorare queste strutture, poiché intrinsecamente coinvolgono segreti di stato e vari gradi di accesso ad essi. La legge sul servizio di sicurezza federale, che definisce le funzioni dell'FSB e ne stabilisce la struttura, non specifica compiti come la gestione di rami strategici dell'industria nazionale, il controllo di gruppi politici o l'infiltrazione nel governo federale.

### Atteggiamenti verso il cekismo
I cekisti si percepiscono come una classe dirigente, con poteri politici trasferiti da una generazione all'altra. Secondo un ex generale dell'FSB